# Lena Pauels
Lena Pauels (1998. február 2. –) német női labdarúgó, aki jelenleg a Werder Bremen játékosa.

## Pályafutása
A 2016–17-es szezon során a Bundesliga 2 nyugati csoportját megnyerték a csapattal.
Részt vett a 2014-es U17-es női labdarúgó-Európa-bajnokságon, a 2014-es U17-es női labdarúgó-világbajnokságon, a 2016-os U19-es női labdarúgó-Európa-bajnokságon és a 2016-os U20-as női labdarúgó-világbajnokságon a válogatottal.

## Statisztika
2019. augusztus 18-i állapotnak megfelelően.
| Klub             | Szezon           | Bajnokság | Bajnokság | Kupa  | Kupa  | Nemzetközi | Nemzetközi | Összesen | Összesen |
| Klub             | Szezon           | Mérk.     | Gólok     | Mérk. | Gólok | Mérk.      | Gólok      | Mérk.    | Gólok    |
| ---------------- | ---------------- | --------- | --------- | ----- | ----- | ---------- | ---------- | -------- | -------- |
| SGS Essen        | 2014–15          | 2         | 0         | 0     | 0     | 0          | 0          | 2        | 0        |
| SGS Essen        | 2015–16          | 0         | 0         | 0     | 0     | 0          | 0          | 0        | 0        |
| SGS Essen        | Összesen         | 2         | 0         | 0     | 0     | 0          | 0          | 2        | 0        |
| Werder Bremen    | 2016–17          | 18        | 0         | 3     | 0     | 0          | 0          | 21       | 0        |
| Werder Bremen    | 2017–18          | 9         | 0         | 0     | 0     | 0          | 0          | 9        | 0        |
| Werder Bremen    | 2018–19          | 7         | 0         | 2     | 0     | 0          | 0          | 9        | 0        |
| Werder Bremen    | 2019–20          | 2         | 0         | 1     | 0     | 0          | 0          | 3        | 0        |
| Werder Bremen    | Összesen         | 36        | 0         | 6     | 0     | 0          | 0          | 42       | 0        |
| Karrier összesen | Karrier összesen | 38        | 0         | 6     | 0     | 0          | 0          | 44       | 0        |

## Sikerei, díjai

### Klub
- Werder Bremen
  - Női Bundesliga 2 (Nord): 2016–17

### Válogatott
- Németország U17
  - U17-es női labdarúgó-Európa-bajnokság: 2014